# Pentagon (Bratislava)
Pentagon je zažité pojmenování obytného domu v Bratislavě v městské části Vrakuňa na ulici Stavbárska 34-42. Medializace objektu přispěla pouze k tomu, že v povědomí občanů se stala tato budova a jeho okolí strašákem.
Pojmenování dostal pravděpodobně podle svého tvaru, který připomíná budovu Ministerstva obrany USA. V minulosti se objekt stal nechvalně známým jako útočiště kriminálníků a drogových překupníků.